# HD 117567
HD 117567 — кратная звезда в созвездии Волос Вероники на расстоянии приблизительно 212 световых лет (около 64,9 парсек) от Солнца.

## Характеристики
Первый компонент (BD+24 2593A) — жёлто-белая звезда спектрального класса F2. Видимая звёздная величина звезды — +7,5m. Масса — около 1,3 солнечной, радиус — около 1,354 солнечного, светимость — около 2,6 солнечной. Эффективная температура — около 6255 K.
Второй компонент (BD+24 2593Ba). Видимая звёздная величина звезды — +13m. Удалён на 19,1 угловой секунды.
Третий компонент (BD+24 2593Bb). Видимая звёздная величина звезды — +13,1m. Удалён от второго компонента на 1,3 угловой секунды.
Четвёртый компонент (FK Волос Вероники (лат. FK Comae Berenices), HD 117555) — жёлтый гигант, вращающаяся переменная звезда типа FK Волос Вероники (FKCOM) спектрального класса G2eapnIII, или G4III*, или G5. Видимая звёздная величина звезды — от +8,33m до +8,14m. Масса — около 2,243 солнечной, радиус — около 7,009 солнечного, светимость — около 26,756 солнечной. Эффективная температура — около 5690 K. Удалён на 76,8 угловой секунды.
Пятый компонент — красный карлик спектрального класса M. Масса — около 225,36 юпитерианской (0,2151 солнечной). Удалён на 1,958 а.е..
Шестой компонент (BD+24 2593D) — жёлтый карлик спектрального класса G. Видимая звёздная величина звезды — +13,46m. Радиус — около 1,18 солнечного, светимость — около 1,493 солнечной. Эффективная температура — около 5969 K. Удалён на 78,7 угловой секунды.

## Описание
FK Волос Вероники — переменная звезда, меняющая блеск от 8,14 до 8,33 с периодом 2,4 дней, является объектом-прототипом переменных звёзд типа FK Волос Вероники (FK Com). Переменность звёзд типа FK Com может быть вызвана крупными холодными пятнами на вращающейся поверхности звезды. Считается, что такая звезда может быть результатом недавнего слияния в двойной системе, что приводит к высокой скорости вращения и магнитной активности.
Звезда принадлежит к спектральному классу G4III, хотя является необычной из-за очень широких линий поглощения наряду с эмиссионными линиями. Широкие спектральные линии являются результатом быстрого вращения.
Скорость вращения FK Волос Вероники необычно высока для холодной звезды-гиганта. Предполагается, что это является следствием слияния контактной двойной звезды. Быстрое вращение создаёт сильные магнитные поля, которые могут уменьшить темп вращения. Анализ переменности вследствие наличия пятен на поверхности показывает, что звезда вращается с разной скоростью на разных широтах.
FK Волос Вероники считается компаньоном немного более яркой звезды HD 117567. Нет аргументов в пользу того, что две звезды являются физически связанной системой, при этом HD 117567 является более близкой к нам звездой главной последовательности спектрального класса F2.

## Планетная система
В 2019 году учёными, анализирующими данные проектов HIPPARCOS и Gaia, у звезды обнаружена планета HIP 65921 b.